# Verrucosa
Verrucosa is een geslacht van spinnen uit de  familie van de wielwebspinnen (Araneidae).

## Soorten
- Verrucosa arenata (Walckenaer, 1841)
- Verrucosa dimastophora Mello-Leitão, 1940
- Verrucosa furcifera (Keyserling, 1886)
- Verrucosa lampra (Soares & Camargo, 1948)
- Verrucosa meridionalis (Keyserling, 1892)
- Verrucosa septemmammata Caporiacco, 1954
- Verrucosa undecimvariolata (O. P.-Cambridge, 1889)
- Verrucosa zebra (Keyserling, 1892)